# Axl Jansen

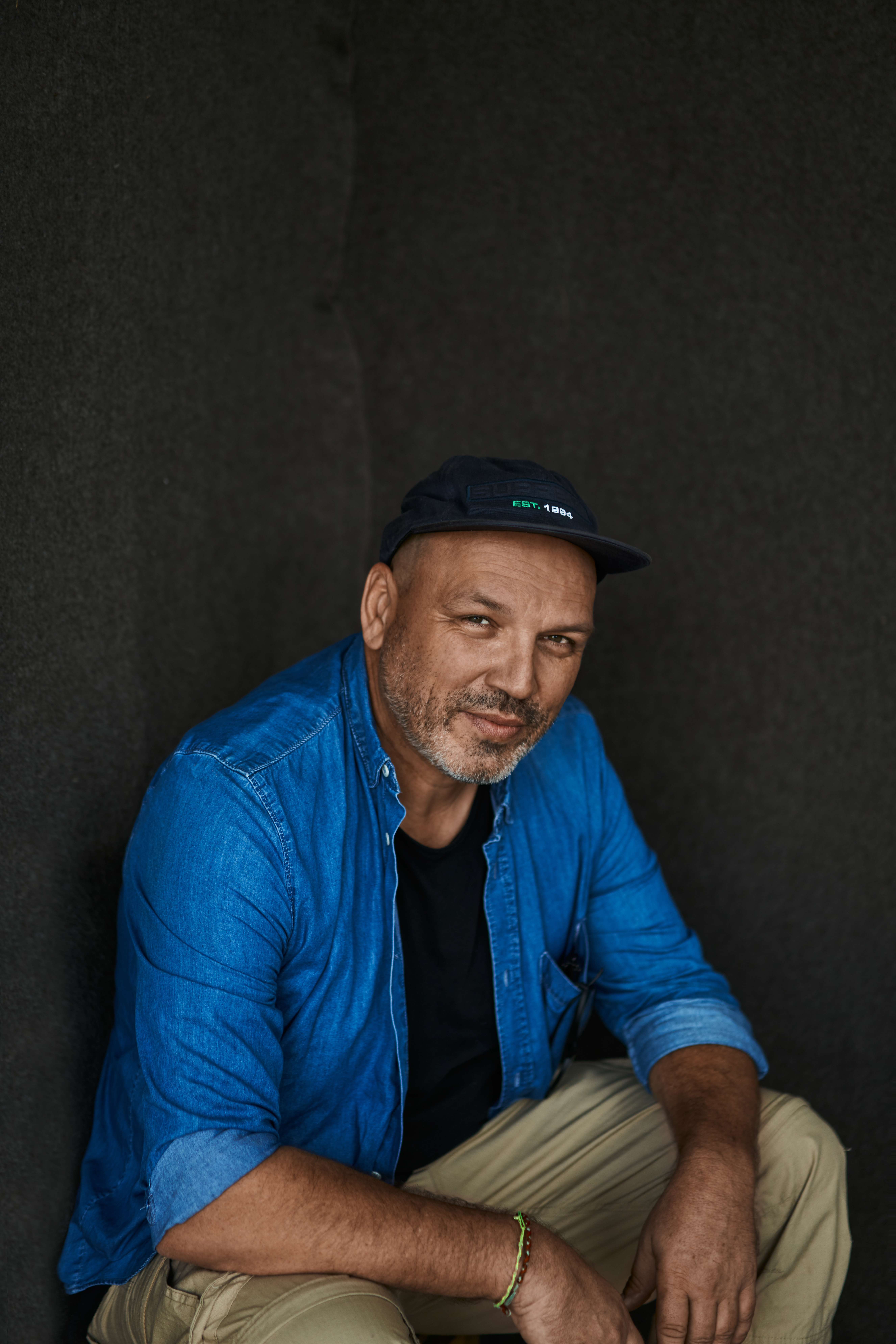
Axl Jansen

Axl Jansen (* 21. Mai 1965 in Bönnigheim) ist ein deutscher Mode- und Musikfotograf, der seine fotografische Karriere in den 1990er-Jahren in Stuttgart begann. Er wurde unter anderem durch eine Kampagne des Stuttgarter Magazins Lift in Zusammenarbeit mit dem Journalisten Arne Braun und stadtbekannten Gesichtern wie Rezzo Schlauch, Michael Gaedt und den Fantastischen Vier bekannt. Er fotografierte zahlreiche Musiker wie Freundeskreis, Tic Tac Toe, Thomas D, Falco, die Leningrad Cowboys, Nina Hagen und Moby.

## Biografie
Geboren in Bönnigheim und aufgewachsen in Besigheim nahe Stuttgart, fand Axl Jansen seinen Weg zur Fotografie über sein frühes Engagement in der lokalen Musikszene. Dieser kulturelle Hintergrund legte den Grundstein für seine spätere Arbeit und seine Fähigkeit, die Dynamik und Energie seiner Subjekte einzufangen.
Er machte 1984 Abitur in Besigheim. Ursprünglich wollte er Grafikdesign in Pforzheim studieren, aber nachdem er 1984/85 ein Praktikum als Reprofotograf in  Kornwestheim und 1985 ein Praktikum für Autofotografie abgelegt hatte, orientierte er sich nochmals um und begann 1985 bis 1986 ein  Studium der Philosophie und von 1988 bis 1992 ein Studium Mediendesign an der Hochschule der Medien Stuttgart.
Axl Jansen erlangte auch im Mode- und High Fashion-Bereich an Bekanntheit und arbeitete in Berlin, London und Paris. Er fotografierte eine preisgekrönte Kampagne (Holys) für Hugo Boss (silberner Nagel ADC Festival 1997) die beispielsweise Derrick, Michael Schuhmacher, Henry Maske oder Marc Almond Model standen. Axl Jansen ist in Deutschland, Frankreich und darüber hinaus für Modelabel wie Chanel, Yamamoto, Dior, Damir Domar, Lutz Hülle und Jean Paul Gaultier tätig.

## Beruflicher Werdegang
Axl Jansen leistete zwischen 1986 und 1988 Zivildienst als Rettungswagenfahrer, bevor er 1992 seine Karriere als Fotograf begann. Bis 1999 führte Jansen ein eigenes Atelier in Stuttgart. In dieser Zeit etablierte er sich als Fotograf in der lokalen Musik- und später in der Modeszene. Seine Anfänge als selbstständiger Fotograf in Ludwigsburg von 1992 bis 1997 legten den Grundstein für seine spätere künstlerische Laufbahn. Dort fotografierte er fast alle Cover von Tic Tac Toe und machte 1997 die letzten Fotos von Falco in seinem Atelier in Ludwigsburg. Danach verlagerte Jansen seinen Schaffensmittelpunkt und eröffnete von 1997 bis 1999 ein Atelier in Stuttgart am Nordbahnhof.
Danach war Jansen von 1999 bis 2001 in Hamburg tätig, bevor er sich für vier Jahre in Berlin niederließ. In dieser Zeit, von 2001 bis 2005, festigte er seinen Ruf in der deutschen Kunstszene. Seine Karriere nahm eine internationale Wendung, als er von 2005 bis 2013 ein Atelier in Paris betrieb. In der französischen Hauptstadt vertiefte er seine Arbeit in der Modefotografie und arbeitete für Marken wie Lemaire, Lacoste und Gaultier sowie für das Modemagazin Encens.
Ab 2013 begann Axel Jansen, sein Leben und seine künstlerische Arbeit zwischen Berlin und Paris zu teilen. Sein Engagement für die Ausbildung neuer Talente zeigte sich in seiner Tätigkeit als freier Dozent an der Akademie Mode und Design Berlin (AMD) im Jahr 2017 und an der Universität der Künste Berlin (UDK) im Jahr 2018.
Jansens Suche nach tieferem kulturellen Verständnis führte ihn 2018–2019 nach Tibet, wo er nicht nur die Kultur und Landschaft erkundete. Diese Erfahrungen bereicherten sowohl sein persönliches Leben als auch seine künstlerische Perspektive woraus die Vortragsreihe Dreamland entstand.
2023 hatte er die Gelegenheit in der Villa Merkel in Esslingen eine große Retrospektive in der Zusammenarbeit mit Uli Schwinge unter dem Titel DONG zu zeigen. Die Ausstellung lief 2,5 Monate und erstreckte sich über 19 Räume und der gesamten Galerie. Die Eröffnungsrede hielt Andreas Görgen vom BKM. Diese Ausstellung gewann beim ADC Festival 2024 Gold.
Seit 2020 ist Axl Jansen Mitglied im Berufsverband freie Fotografen und Filmgestalter e.V. (BFF), wo er seit 2022 als Vorstandsmitglied agiert, was sein Engagement für die Fotografengemeinschaft unterstreicht. Seine Beiträge zur Fotografie wurden 2024 mit der Berufung in die Deutsche Gesellschaft für Photographie e.V. (DGPh) gewürdigt.

## Stil
Axl Jansens fotografischer Stil ist geprägt durch die Integration von klassischen und avantgardistischen Elementen, die er durch sein Interesse an der Avantgarde-Filmkunst der 1930er-Jahre, insbesondere aus Russland und Deutschland, entwickelte. Seine Arbeiten zeichnen sich durch eine filmische Qualität aus, die jede Aufnahme mit einer narrativen Tiefe und emotionalen Resonanz ausstattet. Axl Jansen hat sich durch seine anpassungsfähige und innovative Herangehensweise an die Fotografie in verschiedenen kreativen Bereichen etabliert. Seine Arbeit, die sowohl die Energie der Musikszene als auch die Eleganz der Modefotografie einfängt, zeugt von seinem tiefen Verständnis für visuelle Kultur und Ästhetik.

## Projekte und Ausstellungen (Auswahl)
- IC-Lookbook Friedrichstraße: mit einer begleitenden Ausstellung, das seine Fähigkeit, Mode in einem urbanen Kontext darzustellen, unter Beweis stellt. Berlin, 2001
- Shakeheads: ein kreatives Fotoprojekt, bei dem er Porträts von internationalen Stars mit einem einzigartigen, dynamischen Effekt kreiert. Berlin & Paris, 2003-2013
- Dong[6]: 2004 gründete Axl Jansen gemeinsam mit Nicole Hardt, Katja Schlegel und Kai Seifried (Starstyling) das Magazin Dong[7]. Es bot die ironische Antwort auf die aalglatten Modehefte dieser Jahre. Es folgte eigenen Regeln und erfand sich als eigenständiger Raum, in dem Affekt und Selbstreflexion Hand in Hand gehen. Bis 2008 wurden sieben Ausgaben von Axl Jansen und Nicole Hardt als gemeinsame Herausgeber veröffentlicht. Paris, 2004-2008
- Soloshow: Galerie Castelli. Berlin, 2005
- BFF-Triebwerk: Close by - Das Miteinander 2020[8]: Die Freiluft-Ausstellung des BFF Berufsverband freie Fotografen und Filmgestalter e.V. geht der Frage nach, wie sich das Miteinander im Zuge der Covid-19-Pandemie verändert wird. Berlin, Brandenburger Tor, 2020
- Metamorphose 2021, eine Zusammenarbeit mit dem Fashion Council Germany und der Vogue die die neuesten Entwürfe Berliner Designer zeigt, gleichzeitig wurde ein filmisches Porträt von Axl Jansen[9] bei der Entstehung des Projekts gemacht.
- Fashionpositions 2021 entstand aus einer Kollaboration mit dem Modelabel Brachmann und dem Mies van der Rohe Haus Berlin eine Fashionfilm[10] sowie einer Ausstellungsbeteiligung in den Räumen der Fashionpositions im Flughafen Berlin-Tempelhof
- Runway[11]: Gruppenausstellung des BFF Berufsverband freie Fotografen und Filmgestalter e.V., Frankfurt am Main, 2022
- Dong – Mode Musik Yak[12]: die Ausstellung in der Villa Merkel zeigte eine Einzelpräsentation des Mode- und Musikfotografen Axl Jansen. Das Ausstellungskonzept in der Villa Merkel ist eine Zusammenarbeit des Fotografen mit dem Gestalter und Verleger Uli Schwinge. Grundlage für das Projekt ist das Werkverzeichnis von Axl Jansen (DING). Es enthält auf über 1.100 Seiten eine unkommentierte Rückschau auf dreißig Jahre Arbeit des Fotografen mit Reisen, Begegnungen, Musik, Geschichten, Mode, Style und viel subversivem Witz. Als Remix wird das DING in der Villa Merkel zum begehbaren und interaktiven Magazin. Frei nach dem von Axl Jansen ebenfalls fotografierten Musiker Falco: Out of the Ding – Into the Dong. Esslingen, 2023
- The Yes Men, zusammen mit der Aktivistengruppe fotografierte er die Key Visuals während der Berlin Fashion Week für die gefälschte Adidas Kampagne[13].
- Future Flash[14]: Gruppenausstellung Haus der Wirtschaft (HDW) Stuttgart, 2023
- Touché[15]: Gruppenausstellung des BFF Berufsverband freie Fotografen und Filmgestalter e.V. zum Thema Politiken der Berührung, Berlin, 2023
- DING: Vortrag über das Buchprojekt während der Rencontres d’Arles 2024 im Hotel Caesar mit Leica und BFF
- Stuttgarter Fotosommer[16]: Galerie Schacher. Stuttgart, 2024
- Ausstellung in der Landesvertretung Baden-Württembergs[17] Axl Jansen  DONG @ the LÄNDESVERTRETUNG vom 4.9.24-23.10.24

## Veröffentlichungen
- W. Noack, J. Maruhn (Hrsg.): Mies – Episoden. Oder wie Martha Lemke einmal im weissen Kleid auf der Terrasse stand. form + zweck Verlag, 2021, ISBN 978-3-947045-22-8
- A. Jansen (Hrsg.): Dong Infinity. Verlag Randgruppe, 2023, ISBN 978-3-9820554-9-7
- A. Jansen: Ding[18]. Verlag Randgruppe, 2023

## Preise
- ADC-Silbermedaille: Holy Katalog 1996
- ADC-Auszeichnung: Görtz Kampagne 2000
- New York Festival Advertising: Görtz Kampagne 2001
- ADC-Gold : out of the ding into the dong[19] 2024

## Belege
1. ↑  Samuel Drira: Encensmagazine. In: Encens. Samuel Drira, Mai 2008, abgerufen am 22. März 2024 (englisch).
2. ↑  Uli Schwinge
3. ↑  Stuttgarter Zeitung, Stuttgart Germany: Fotograf Axl Jansen: Fanta 4 bis Falco – Der visuelle Geschichtenerzähler. Abgerufen am 18. März 2024.
4. ↑  Dong. Abgerufen am 18. März 2024.
5. ↑  out of the ding into the dong - ding/dong. Abgerufen am 23. Juli 2024 (deutsch).
6. ↑  Dong. Abgerufen am 11. März 2024.
7. ↑  JAN KEDVES: Der Mode aufs Auge. In: Die Tageszeitung: taz. 25. Juni 2005, ISSN 0931-9085, S. 29 (taz.de [abgerufen am 18. März 2024]).
8. ↑  Close by - Das Miteinander 2020. berlin.de, abgerufen am 11. März 2024.
9. ↑  One Day With Photographer Axl Jansen. Abgerufen am 18. März 2024.
10. ↑  BRACHMANN x AXL JANSEN. Abgerufen am 18. März 2024.
11. ↑  Startseite. runway.bff.de, abgerufen am 11. März 2024.
12. ↑  Villa Merkel: 2023. Abgerufen am 11. März 2024.
13. ↑  Nils Klawitter: (S+) PR-Gag gegen Sportartikelhersteller: »Für Adidas wären das Peanuts«. In: Der Spiegel. 16. Januar 2023, ISSN 2195-1349 (spiegel.de [abgerufen am 18. März 2024]).
14. ↑  M. F. G. Baden-Württemberg: BFF Future Flash 2023: Haus der Wirtschaft wird zum Hotspot für zeitgenössische Fotografie und Filmgestaltung. 1. Juni 2023, abgerufen am 11. März 2024.
15. ↑  BFF-Ausstellung Triebwerk zum EMOP 2023 · Events · BFF. Abgerufen am 11. März 2024.
16. ↑  Fotosommer Stuttgart. Abgerufen am 11. März 2024.
17. ↑  Veranstaltungen und Gästehaus. Abgerufen am 23. Juli 2024.
18. ↑  ding – AXL JANSEN. In: randgruppe.org. Abgerufen am 11. März 2024 (englisch).
19. ↑  Schwinge Uli: out of the ding into the dong - ding/dong. In: www.adc.de. Abgerufen am 23. Juli 2024 (deutsch).

| Personendaten    | Personendaten                     |
| ---------------- | --------------------------------- |
| NAME             | Jansen, Axl                       |
| KURZBESCHREIBUNG | deutscher Mode- und Musikfotograf |
| GEBURTSDATUM     | 21. Mai 1965                      |
| GEBURTSORT       | Bönnigheim                        |